# 马赫带

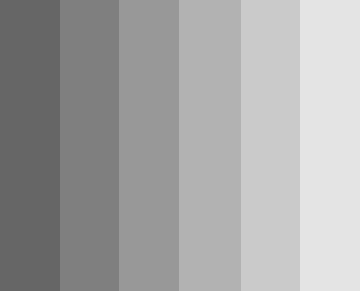
較暗的區域看上去會顯得更暗，而較亮的區域則看上去會顯得更亮。

馬赫帶是以物理學家恩斯特·马赫命名的一種視錯覺。人们會觉得不同亮度的区域內靠近明亮一側的地方看上去更亮，靠近黑暗一側的地方看上去更暗。 例如給定一张由多個長方形組成照片，每個長方形内的亮度是均匀分布的，而相邻两個長方形的亮度则相差一个固定值。但是人感觉到各個長方形内的亮度不是均匀分布的。